# Pavle Bogdanović
Pavle Bogdanović (Čepin, 26. prosinca 1934. – Zagreb, 17. studenog 1993.) je bio hrvatski kazališni, televizijski i filmski glumac.

## Filmografija

### Televizijske serije
- "Putovanje u Vučjak" kao Jucek (1986.)
- "Nepokoreni grad" kao Mrki (1982.)
- "Nikola Tesla" (1977.)
- "Kuda idu divlje svinje" kao pop Ivan (1971.)

### Filmovi
- "Glembajevi" (1988.)
- "Timon" (1973.)
- "Ljubav" (1968.)
- "Gdje je duša mog djetinjstva" (1968.)
- "Posljednji Stipančići" (1968.)
- "Koksari" (1968.)
- "Sjećanje" (1967.)
- "Oluja na ulici" (1965.)
- "Paradoks" (1965.)
- "Crne i bijele košulje" (1963.)
- "Gola cesta" (1961.)
- "Vražiji otok" (1960.)
- "Susedi" (1959.)
- "H-8" kao vojnik Mišo Petrović (1958.)

## Vanjske poveznice
- Pavle Bogdanović u internetskoj bazi filmova IMDb-u (engl.)